# Prophecies
Prophecies – album zespołu Abraxas wydany w 1998 roku nakładem wytwórni Metal Mind Productions.

## Lista utworów
1. „Spiritus Flat Ubi Vult” – 3:27
2. „Michel De Nostredame – Mistrz z Salon” – 6:47
3. „Velvet” – 4:07
4. „Excalibur” – 7:44
5. „Kuźnia” – 1:49
6. „Czakramy” – 10:25
7. „Pokuszenie” – 12:00
8. „Nantalomba” – 4:21
9. „The Court Of The Crimson King” – 5:51

## Twórcy
- Marcin Błaszczyk – instrumenty klawiszowe, flet
- Szymon Brzeziński – gitara
- Adam Łassa – śpiew
- Marcin Mak – perkusja
- Rafał Ratajczak – gitara basowa

- Magdalena Krawczyk – śpiew
- Maria Napiwodzka – obój